# Dorylinae
Dorylinae — підродина мурашок (Formicidae). Включає близько 700 відомих видів у 28 родах. Представники мешкають у тропічному і субтропічному поясі.

## Опис
Робітники та солдати мають голови щонайбільше з трьома сегментами щупиків. Вусики складаються з менше 12 члеників і розташовані близько один до одного, з передніми краями, які не охоплюють гнізда антен горизонтально, і suprapulum зазвичай з дуже коротким і невизначеним швом. Лише представники африканських родів мають органи зору, у інших немає очей і вушних раковин. Їхні груди мають більш-менш атрофовані шви, а черевце забезпечене жалом.
У цариць очі та епідерміс розвинені як у робочих, є більш-менш відокремлені фронтальні краї, рудиментарна сегментація грудей, єдиний грудний петіоль, постпетіоль, який зрощений із третім черевним сегментом, і довгий роздутий живіт. Вони безкрилі та позбавлені вушних раковин.
У самців голова, оснащена очима, вушними раковинами та 13-членними довгостержневими вусиками. Будова верхнього, переднього країв, грудного петіоля та постпетіоля подібна до самиць. Мають повністю розвинені крила, сегментація тулуба гладка, нижні щелепи зазвичай великі.

## Роди
- Acanthostichus Mayr, 1887
- Aenictogiton Emery, 1901
- Aenictus Shuckard, 1840
- Cerapachys Smith, 1857
- Cheliomyrmex Mayr, 1870
- Chrysapace Crawley, 1924
- Cylindromyrmex Mayr, 1870
- Dorylus Fabricius, 1793
- Eburopone Borowiec, 2016
- Eciton Latreille, 1804
- Eusphinctus Emery, 1893
- Labidus Jurine, 1807
- Leptanilloides Mann, 1923
- Lioponera Mayr, 1879
- Lividopone Bolton & Fisher, 2016
- Neivamyrmex Borgmeier, 1940
- Neocerapachys Borowiec, 2016
- Nomamyrmex Borgmeier, 1936
- Ooceraea Roger, 1862
- Parasyscia Emery, 1882
- †Procerapachys Wheeler, 1915
- Simopone Forel, 1891
- Sphinctomyrmex Mayr, 1866
- Syscia Roger, 1861
- Tanipone Bolton & Fisher, 2012
- Vicinopone Bolton & Fisher, 2012
- Yunodorylus Xu, 2000
- Zasphinctus Wheeler, 1918